# Abtei Santo Spirito al Morrone
Die Abtei Santo Spirito al Morrone (auch Abbazia Morronese oder Celestiniana) ist eine ehemalige Abtei der Cölestiner und das Stammkloster dieses Ordens in der Fraktion Badia, etwa 5 km von der Stadt Sulmona in den Abruzzen entfernt.
Der Komplex von beachtlicher Größe (ca. 119 m × 140 m) mit quadratischen Türmen an den Ecken besteht aus einer großen Kirche aus dem 18. Jahrhundert und einem imposanten Kloster, das sich um drei Haupthöfe und zwei kleinere von Mauern umschlossene Höfe gliedert. An der Stirnseite befindet sich ein einziger, 3,30 m breiter Eingang im palladianischen Stil. Im Jahr 1902 wurde sie zum Nationaldenkmal erklärt. Seit Dezember 2014 wird es vom Kulturministerium über den Polo Museale dell’Abruzzo verwaltet, der im Dezember 2019 zur Regionaldirektion der Museen wurde.

## Geschichte
Die Abtei wurde in der Mitte des 13. Jahrhunderts (geweiht 1267–68) an den Hängen des Monte Morrone auf Initiative des Mönchs Pietro da Morrone errichtet, der sich seit 1234 im Gebiet von Peligna aufhielt und in der oberhalb gelegenen Einsiedelei von Sant’Onofrio al Morrone lebte. Die Abtei, die über der Votivkapelle Santa Maria del Morrone errichtet wurde, war dem Heiligen Geist geweiht und wurde zum Sitz der Kongregation der Cölestinerpatres. Im Jahr 1293 wurde sie zum Sitz des Generalabtes des von Bruder Pietro gegründeten Ordens, und im folgenden Jahr wurde sie von König Karl II. von Anjou besucht, der Pietro del Morrone für seine Papstkrönung in der Basilika Santa Maria di Collemaggio abholte.

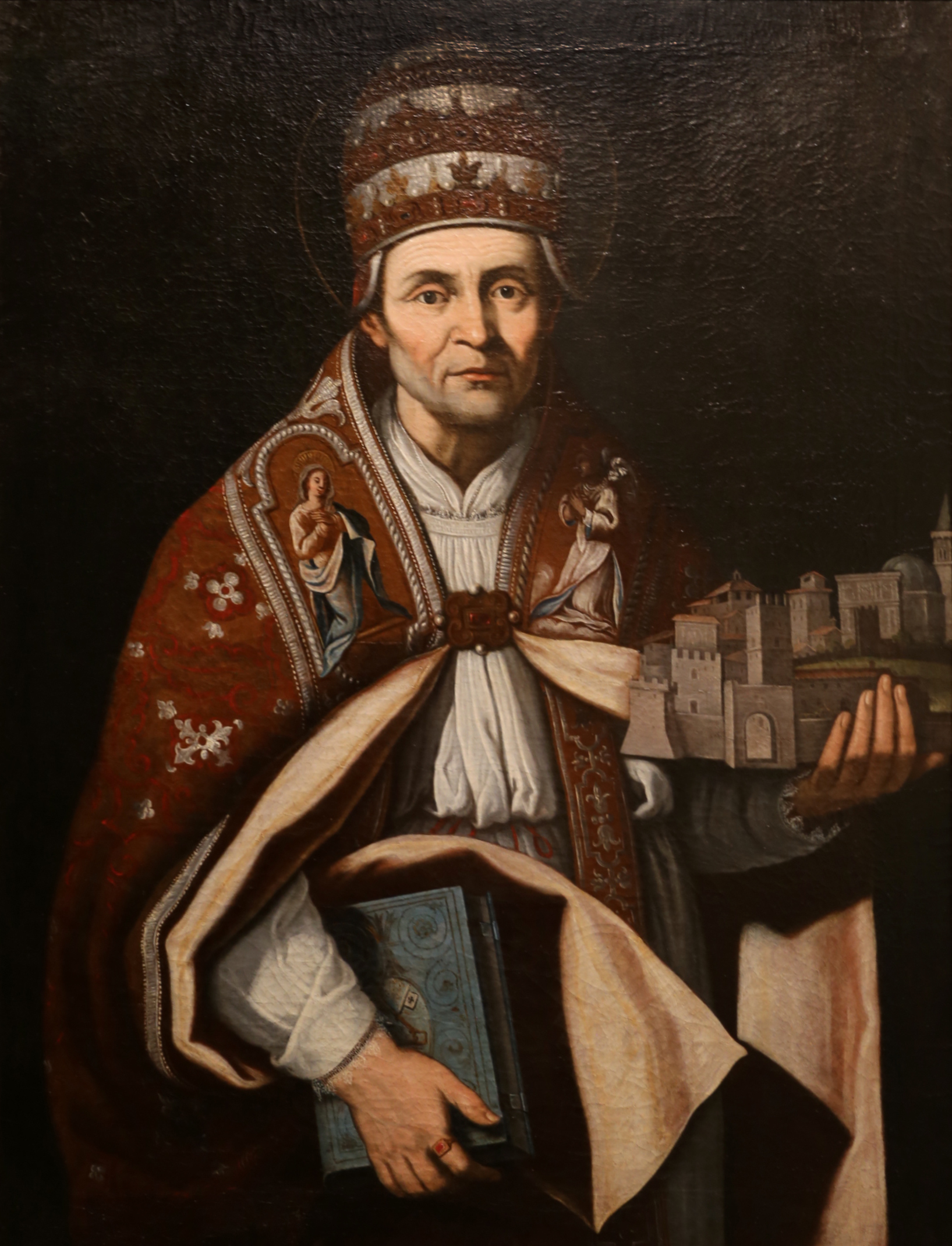
Pietro Celestino, Gründer der Abtei

Die Abtei war mit päpstlicher Anerkennung den Regeln des heiligen Benedikt verbunden und genoss verschiedene Vorteile. Im 16. Jahrhundert wurde sie im Barockstil erweitert, 1596 wurde der Glockenturm mit der Turmspitze fertiggestellt, ähnlich dem Turm des Klosterkomplexes Santissima Annunziata in Sulmona. Das Kloster wurde mit den „Lehnspforten“ ergänzt, die noch heute vor dem Haupteingang zu finden sind und den Zugang zu den ausgedehnten Ländereien ermöglichten, und auch das Oratorium, das Refektorium, der Hof und der Kapitelsaal wurden renoviert. Das Erdbeben von Majella im Jahr 1706 beschädigte die Abtei ebenso wie viele andere Bauwerke in der Gegend von Peligno schwer, so dass neue Renovierungsarbeiten erforderlich wurden, die die alte Abtei, mit Ausnahme der Apsis mit ihrem Freskenzyklus aus dem 15. Jahrhundert, vollständig veränderten. Die Arbeiten wurden 1730 mit der Vollendung der konkaven Fassade abgeschlossen, die von einem großen Tympanon mit einer Uhr vervollständigt wurde.  Mit den napoleonischen Gesetzen von 1809 wurde die Abtei den Cölestinern, einem von den Benediktinern abstammenden Orden, weggenommen, wurde ein Hospiz, dann Real Casa dei Mendici dei Tre Abruzzi, bis sie 1868 ein Strafgefängnis wurde, das bis 1993 in Betrieb blieb. Es gibt zahlreiche traurige Kriegserinnerungen während des Gefängnissbetriebes mit Fluchtversuchen, Massakern der Nazi-Faschisten und der Überstellung der Kriegsgefangenen in das nahe gelegene Internierungslager Fonte d’Amore.

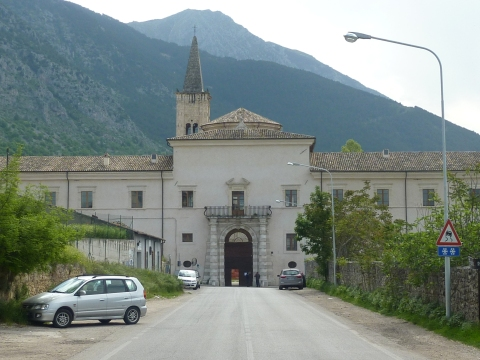
Klostereingang

Nach Ende seiner Funktion als Gefängnis blieb die Abtei bis 1997 verlassen. Dann wurde sie vom Amt für Kulturerbe der Abruzzen erworben und gründlich restauriert, wobei unter anderem die im Klosterhof befindliche Kaserne beseitigt wurde. Die Restaurierungsarbeiten wurden 2014–18 fortgesetzt, als die Abtei in den Besitz des Polo Museale d’Abruzzo überging und zum neuen Sitz des Nationalparks Majella wurde.

## Innen

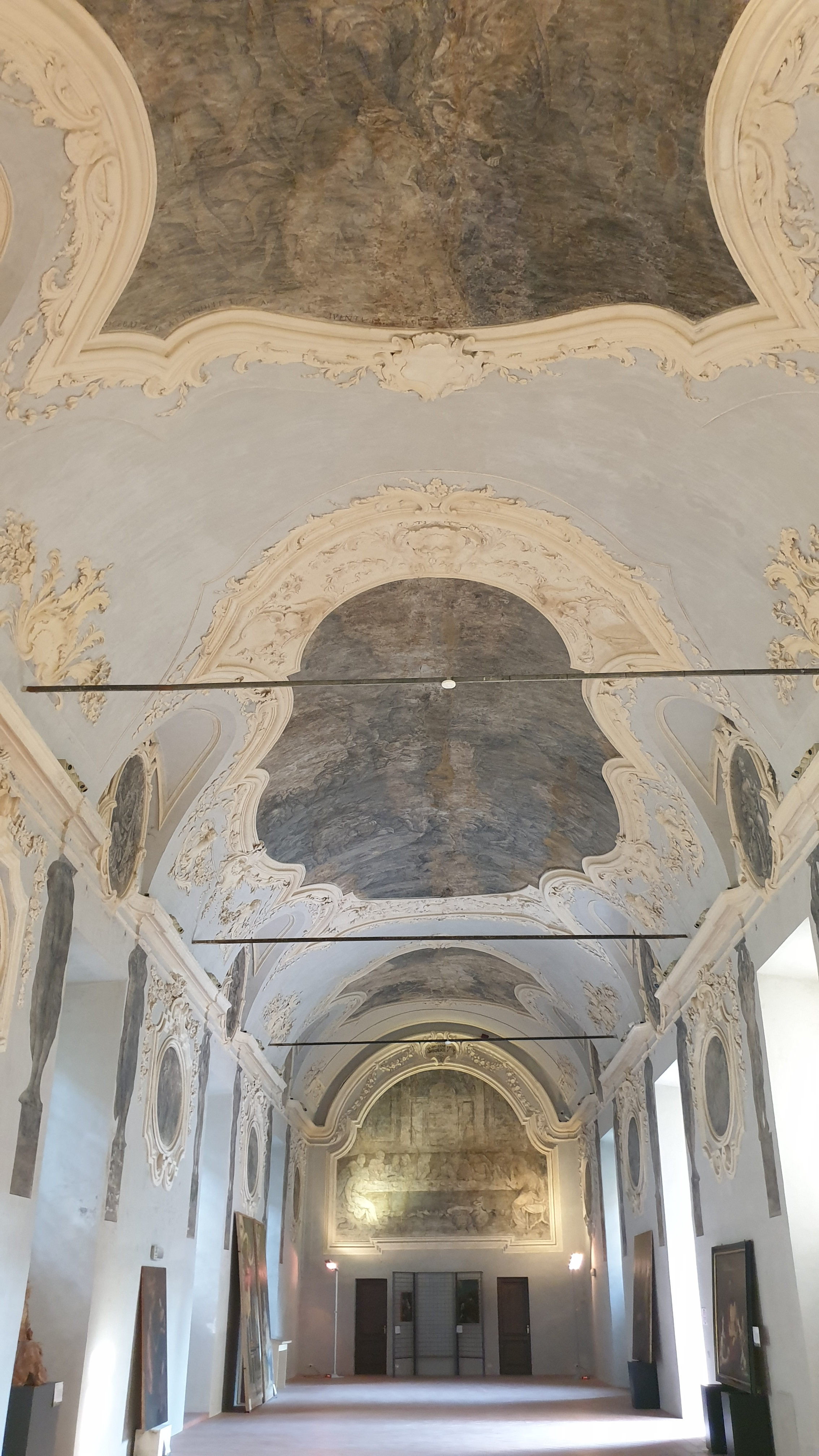
Aula

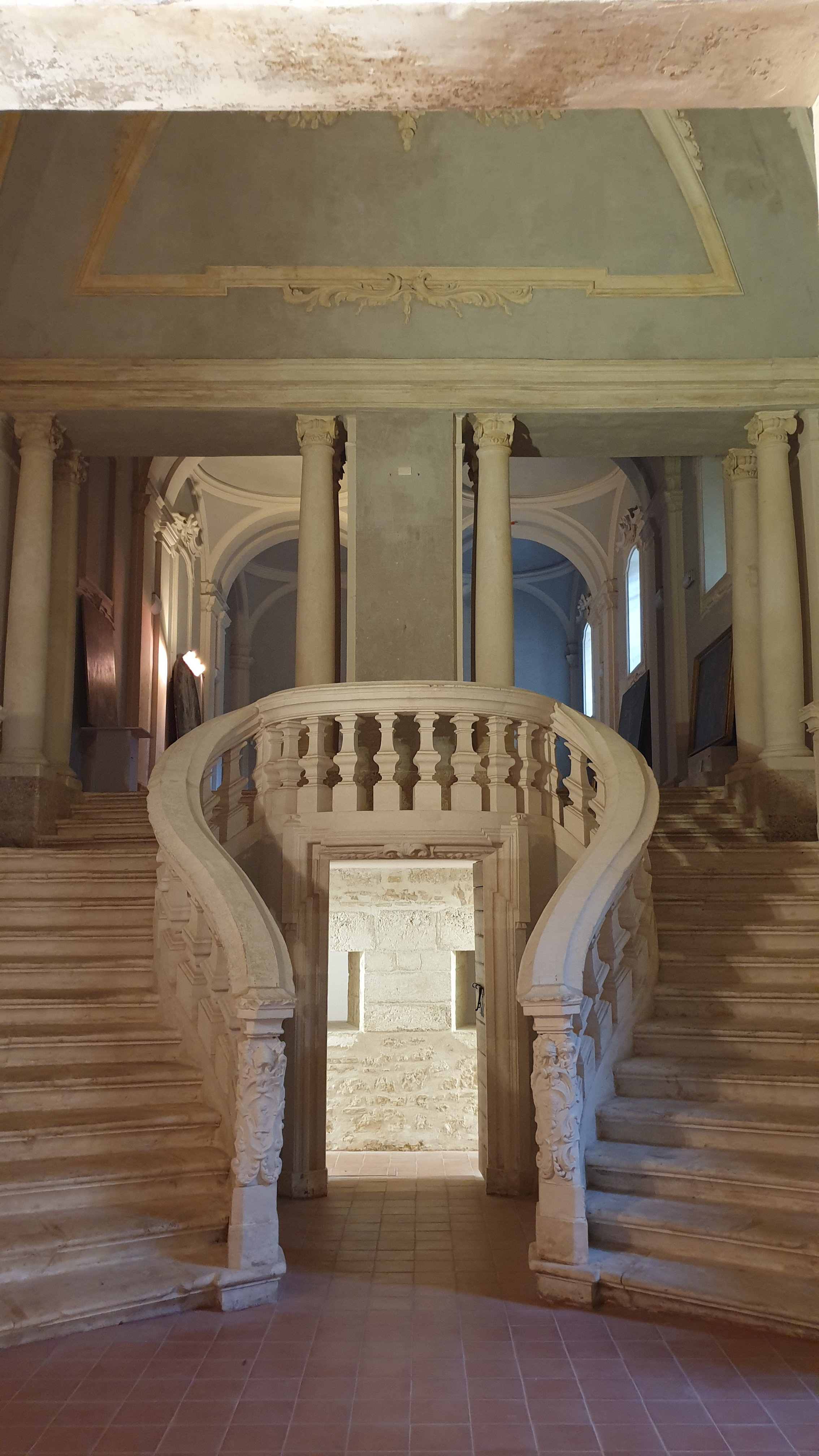
Monumentale Doppeltreppe

Schon beim Betreten der Abtei fällt das Refektorium ins Auge. Es hat einen doppelten Eingang, dem zwei geschwungene Treppen vorgelagert sind, ist von einem Tonnengewölbe mit Lünetten überdacht und mit einfarbigen Wandmalereien aus der Zeit von 1717–19 verziert, ein Werk des Oblatenmönchs Martinez, die in reichen Stukkaturen klassische Szenen aus dem Alten und Neuen Testament zeigen: die Hochzeit zu Kana, die Geschichten aus dem Leben des heiligen Petrus Celestinus, die Kardinaltugenden und die theologischen Tugenden und an der Rückwand in zentraler Position die Szene des letzten Abendmahls.

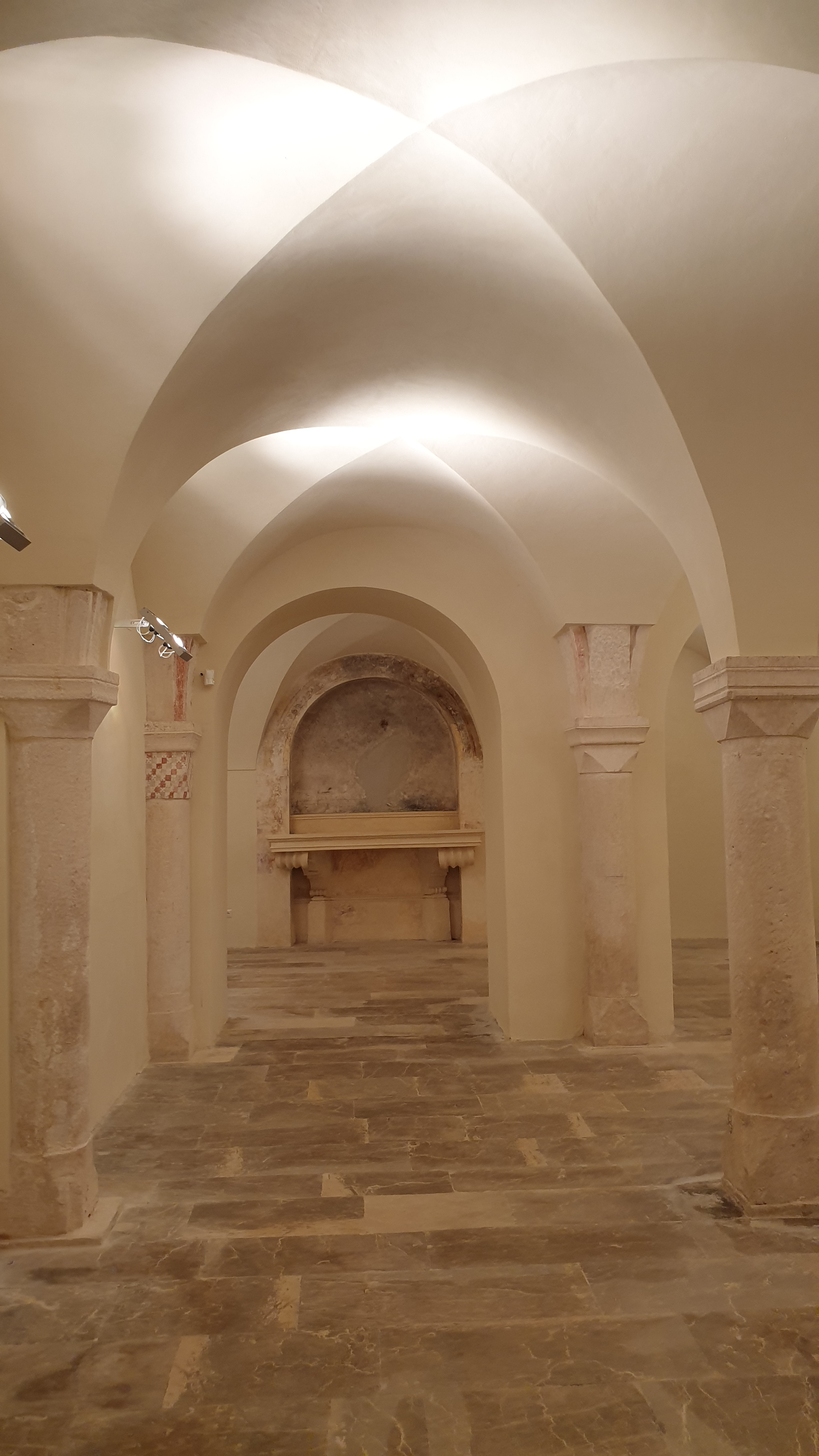
Krypta der Abtei

Die große Treppe führt in das Obergeschoss, wo sich die Bibliothek befand, die heute in der Stadtbibliothek „Publio Ovidio Nasone“ von Sulmona untergebracht ist. Die Bibliothek war in drei Schiffe unterteilt, die von zweisäuligen Pfeilern mit Tonnen- und Kuppelgewölben gestützt wurden; auch die ursprüngliche hölzerne Einrichtung der Apotheke ist erhalten. In der Mittelalterabteilung des Polo Museale dell’Annunziata befinden sich unter den verschiedenen Werken der Abtei, die drei Gemälde mit Porträts von Äbten des Ordens, die sich seit der Gründung durch Pietro Angelerio abwechselten, und dann ein paar geschnitzte Holzstühle aus Nussbaum und die erhöhte Mittelbank, deren Armlehnen mit Sphinxen ausgestattet sind.

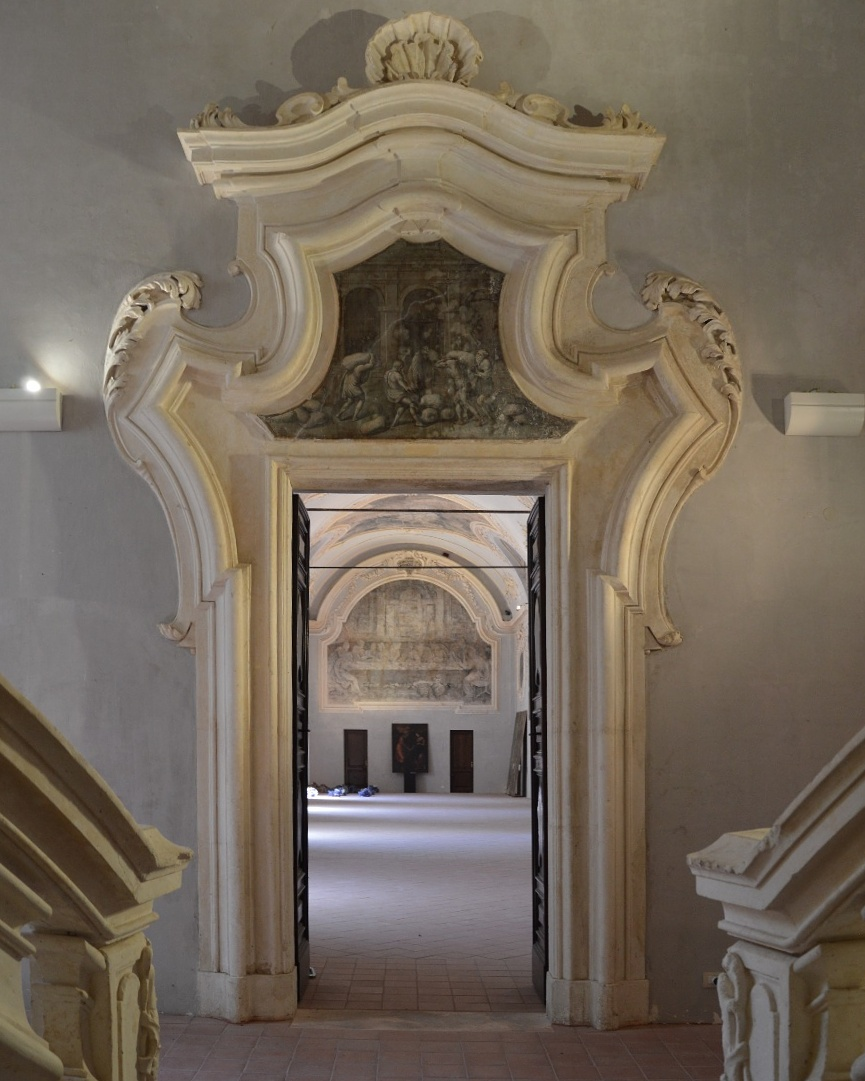
Refektorium von der Zwillingstreppe aus gesehen

Im Inneren der einschiffigen Kirche mit Tonnengewölbe befinden sich zwei mit mehrfarbigen Marmor verzierte Altäre, der eine rechts dem Hl. Benedikt, der andere links dem Hl. Pietro Celestino gewidmet. In der Apsis befindet sich der Chor mit zwei Reihen von geschnitztem Nussbaumholzgestühl, das traditionell Ferdinando Mosca aus Pescocostanzo zugeschrieben wird, in jüngster Zeit aber Mastro Marchione di Pacentro, der 1722 einen Vertrag mit dem Abt abschloss. In der Mitte befindet sich das Gemälde der Herabkunft des Heiligen Geistes aus dem 18. Jahrhundert, ein Werk der neapolitanischen Schule. An der Gegenfassade befindet sich die eindrucksvolle Chorempore mit der auf vier Säulen ruhenden Orgel, ein Werk von Giovan Battista Del Frate (1681), vergoldet von Francesco Caldarella aus Santo Stefano. Der Chor hat eine geschwungene Brüstung mit Flachreliefs mit Pflanzen- und Blumenmotiven, in der Mitte eine Balustrade, ein Oval mit dem Ordenswappen und weitere kleinere Ovale mit Abbildungen der wichtigsten Äbte.

### Caldora-Kapelle und mittelalterliche Krypta
In der Apsis befindet sich ein bemerkenswerter hölzerner Chor von einem unbekannten Künstler, ebenfalls aus dem Barock, während sich links vom Presbyterium die Kapelle befindet, die einer adligen und mächtigen Familie aus den Abruzzen gewidmet ist, die Caldora-Kapelle, unter deren Bögen sich der Sarkophag von Restaino Caldora befindet, ein Werk von Gualtiero d’Alemagna (1412).
Gualtiero war auch der Architekt des Mausoleums für Pietro Lalle Camponeschi in der Kirche San Biagio d’Amiterno in L’Aquila und eines weiteren Denkmals in der Kirche San Domenico in L’Aquila, das 1415 von Maurizia Camponeschi zum Gedenken an ihren Ehemann Gaglioffi in Auftrag gegeben wurde und beim Erdbeben von 1703 zerstört wurde. Das Grabmal von Caldora weist einige Ähnlichkeiten mit dem in L’Aquila auf und der Meister scheint auf den großen Baustellen der europäischen Höfe tätig gewesen zu sein. Bei der Ausführung der Grabmäler ließ sich der Künstler von den Grabmälern im Mailänder Dom und Dom von Orvieto sowie von den Gräbern der königlichen Familie der Anjou in San Domenico Maggiore in Neapel inspirieren. Die stilistischen Merkmale der Figuren, das Vorhandensein von Verzierungen an den Gesimsen und Säulen, zeigen den Wunsch des Künstlers, so viel Raum wie möglich zu füllen, fast in einer unverhohlenen Manifestation des Horror vacui, den Wunsch, die Figuren plastisch zu machen und den Rhythmus des Spiels von Licht und Schatten zu verstärken.
An der Rückwand befinden sich die Fresken von Giovanni da Sulmona aus dem 15. Jahrhundert, die von Rita Cantelmo in Auftrag gegeben wurden (Taufe Jesu, Einzug in Jerusalem, Jesus mit dem Kreuz und Kreuzigung). Die genaue Identität des Künstlers dieser Fresken ist jedoch unter Kritikern umstritten und es gibt Stimmen, die ihn als anonymen „Meister der Caldora-Kapelle“ bezeichnen, der auch an der Ausführung der Fresken in San Silvestro in L’Aquila gearbeitet haben soll.
Unter dem Presbyterium der Abteikirche befindet sich die mittelalterliche Krypta mit unregelmäßigem Grundriss und Kreuzgewölben, die von originalen Säulen getragen werden, die mit geometrischen Motiven verzierten Kapitellen abgeschlossen sind. In einem kleinen Raum an der Wand befindet sich ein Steinsitz, von dem sieben kleine Säulen ausgehen, die mit dem Zentrum der Kuppel verbunden sind. In einer Nische befindet sich ein Gemälde aus dem 14. Jahrhundert, das den heiligen Petrus Celestino bei der Aufstellung der Regel darstellt.

## Außen

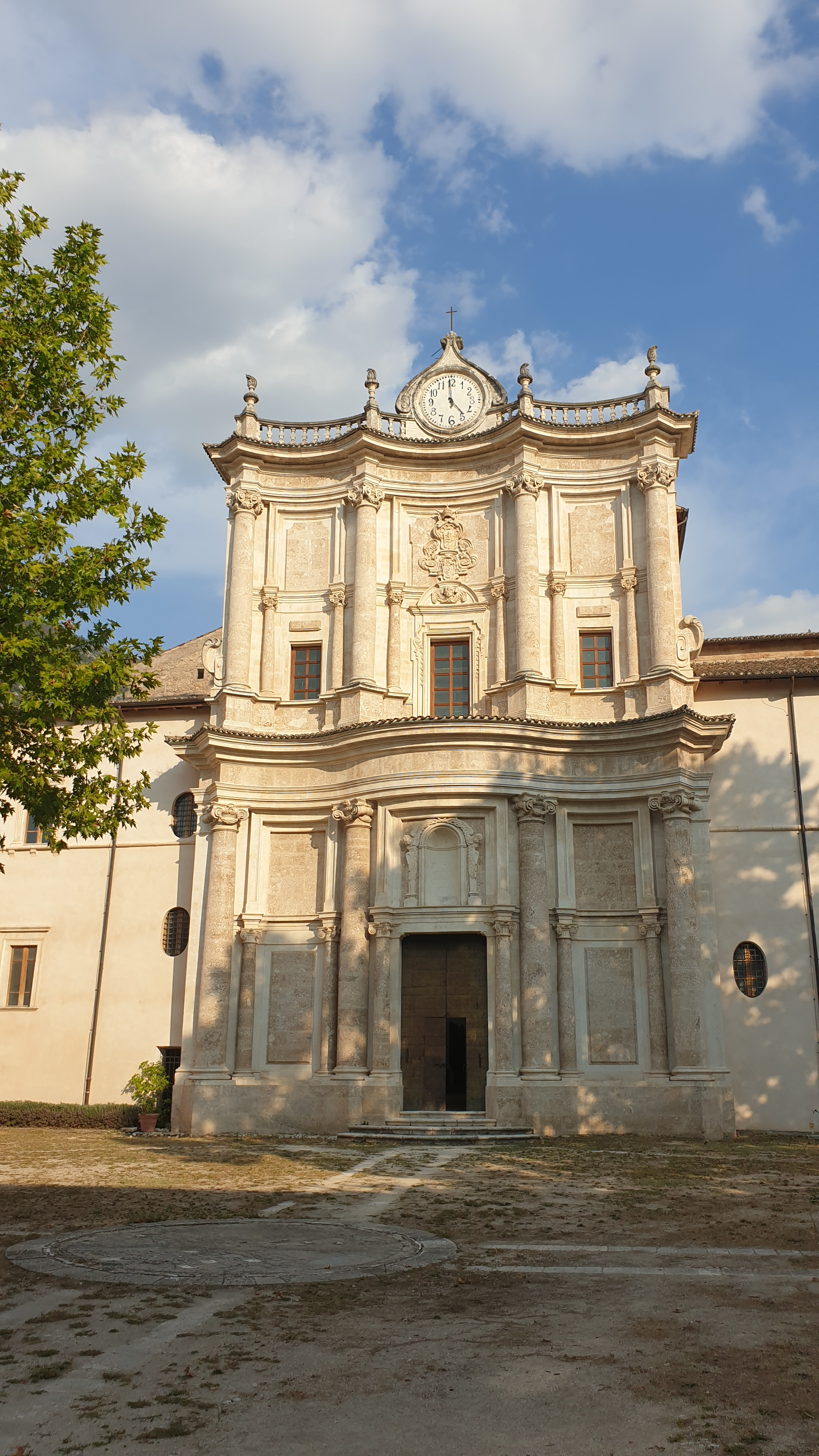
Barocke Fassade

Die Abtei ist in fünf große Innenhöfe gegliedert, die sich innerhalb der viereckigen Mauern befinden, mit vier quadratischen Türmen an den Ecken, die im 19. Jahrhundert zu Wachposten für das Gefängnis umgebaut wurden. Von der Quadersteinstraße aus gelangt man durch ein großes Portal in den Haupthof, wo die konkave Fassade der Abtei hervorsticht, während sich auf der gegenüberliegenden Seite ein zweiter großer Hof befindet. In diesen Höfen befinden sich Spuren des mittelalterlichen Klosters: der Haupthof „dei Platani“ ermöglicht den Zugang, die Fassade ist im Borromini-Stil (sie ähnelt der von San Carlo alle Quattro Fontane), wurde nach dem Erdbeben von 1706 wiederaufgebaut und etwa dreißig Jahre später vollendet, vier Portale im Stil Michelangelos führen zur großen Treppe.

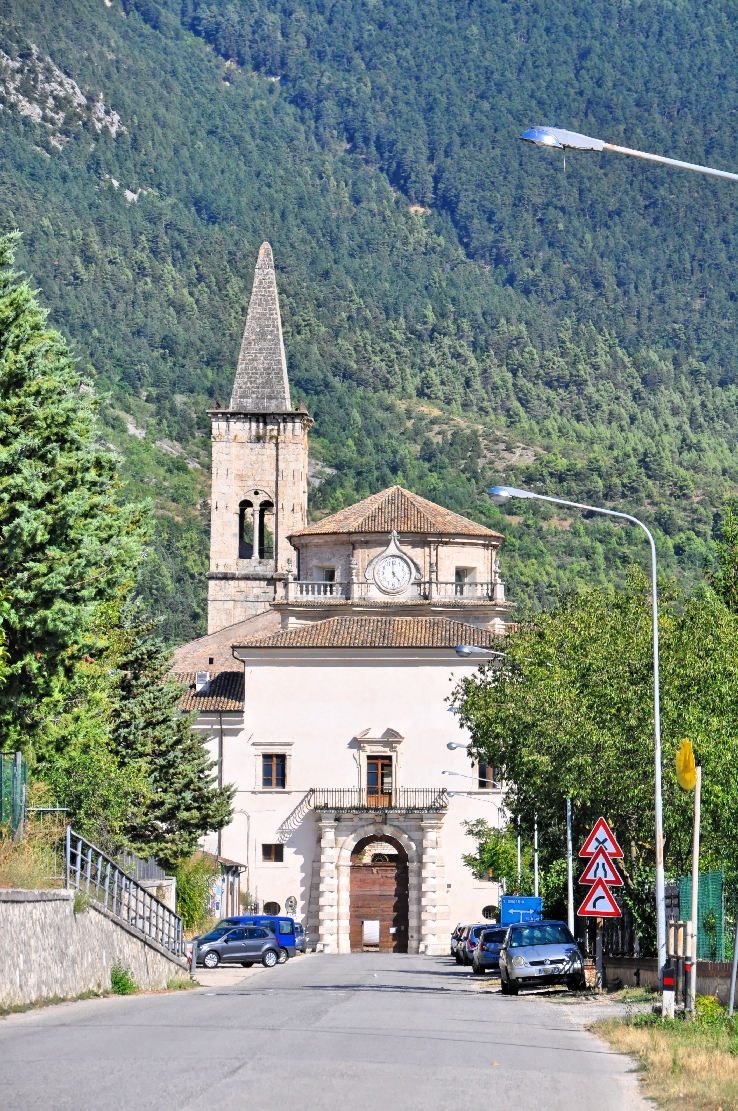
Blick auf den Eingang: der Glockenturm, die Kuppel und die Uhr im Giebel der Fassade

Der Cortile dei Nobili hat einen rechteckigen Grundriss, der von einem Säulengang mit Gewölben und stuckverzierten Wänden umgeben ist. Das Obergeschoss ist mit Pilasterpaaren verziert, die die Fenster mit einem Steingiebel tragen. Der Glockenturm mit drei Ordnungen, Ajimez-fenster auf jeder Seite und einer pyramidenförmigen Spitze wurde 1596 von Abt Donato di Taranto in Auftrag gegeben. Die „Lehnspforten“ befinden sich diagonal und symmetrisch gegenüber dem Haupteingang in den Mauern, sie stammen aus dem 18. Jahrhundert und haben sowohl Pfeiler als auch Rundbögen, die mit rautenförmigen Quadern verkleidet sind. In der Mitte des Giebels, der von seitlichen Voluten abgeschlossen wird, befindet sich das Wappen der Kongregation der Cölestiner: ein Kreuz, das mit dem Buchstaben „S“ (Initiale Spiritus) verschlungen ist.
Das Portal der Fassade ist das Werk von Catterino di Rainaldi di Pescocostanzo, es ist rundbogig, eingerahmt von einer trapezförmigen Anordnung mit Reihen aus glattem und gestocktem Stein und flankiert von zwei Säulen, die aus zylindrischen und quaderförmigen Blöcken bestehen, auf dem sich ein rechteckiges Fenster mit profiliertem Rahmen und einem gebrochenen, geschwungenen Tympanon befindet. Das Atrium ist mit einer Scheinperspektive mit Porträts der neapolitanischen Könige geschmückt, die im 18. Jahrhundert von dem Mönch Joseph-Martinez Cinto in Schwarzweiß gemalt wurden.

## Historische Kunstwerke aus dem Klosterbestand
Die künstlerischen Werke der Abtei gingen mit der Enteignung im Jahr 1868 und Jahre zuvor mit dem Einzug der Franzosen verloren. In einer notariellen Urkunde aus dem Jahr 1894, die sich auf das vom lokalen Archäologen Antonio De Nino im Jahr 1890 erstellte Inventar stützt, werden zahlreiche Kunstwerke aufgeführt, die sich im Besitz der Gemeinde befanden oder in den Kirchen von Sulmona verteilt waren: zwei Gemälde aus dem 17. Jahrhundert mit den Darstellungen der Taufe Christi und des Noli me tangere in der Kirche Santa Maria della Tomba, zwei hölzerne Beichtstühle in der Kirche San Francesco della Scarpa.
Die im Museo Civico della Santissima Annunziata in Sulmona ausgestellte Gruppe von Kunstwerken zeichnet sich durch das hölzerne Gestühl aus dem Jahr 1598 aus, das eine nüchterne Struktur aufweist und mit Schnitzereien sowie klassischen und pflanzlichen Motiven versehen ist, sowie durch die Ölgemälde des heiligen Benedikt von Anton Raphael Mengs aus dem Jahr 1758, der Apotheose des heiligen Petrus Celestinus von Giovanni Conca aus dem Jahr 1750 und der hl. Katharina - der hl. Lucia von Giuseppe Simonelli. In Mengs’ Werk drückt der Künstler sein Ideal der klassischen Ruhe aus und stellt eine starke Verbindung zwischen den Abruzzen und Rom zu Beginn des 18. Jahrhunderts dar. In dem Gemälde des Heiligen Petrus Celestinus erscheinen die Figuren in eine leuchtende Atmosphäre getaucht, das Werk zeichnet sich durch die Vorliebe für eine Reihe von leuchtenden Farben und eleganten Formgebungen aus. Das Werk der heiligen Katharina und der heiligen Lucia stammt von einem unbekannten Künstler, im Stil vom Giordano und Ähnlichkeiten zu Ausdrucksformen von Giuseppe Simonelli.